# Saint-Julien-le-Pèlerin
Saint-Julien-le-Pèlerin település Franciaországban, Corrèze megyében. Lakosainak száma 116 fő (2022. január 1.). Saint-Julien-le-Pèlerin Siran, Camps-Saint-Mathurin-Léobazel, Goulles, Sexcles és Sousceyrac-en-Quercy községekkel határos.

## Népesség
A település népessége az elmúlt években az alábbi módon változott:
| Lakosok száma | 256  | 197  | 168  | 143  | 130  | 129  | 129  | 122  | 119  | 116  |
|               | 1968 | 1982 | 1990 | 2006 | 2013 | 2015 | 2017 | 2019 | 2020 | 2022 |